# Isola Lišnij
L'isola Lišnij (in russo Остров Лишний, ostrov Lišnij, in italiano "isola eccessiva") è un'isola russa che fa parte dell'arcipelago di Severnaja Zemlja ed è bagnata dal mare di Laptev.
Amministrativamente fa parte del distretto di Tajmyr del Territorio di Krasnojarsk, nel Circondario federale della Siberia.

## Geografia
L'isola è situata lungo la parte settentrionale dell'isola Bolscevica, separata da essa dallo stretto Nezametnyj (пролив Незаметный, proliv Nezametnyj). Si trova nella parte nord-orientale del golfo di Achmatov (залив Ахматова, zaliv Achmatova), circa 2 km a ovest del capo di Davydov (мыс Давыдова, mys Davydova) e a 8 km dalla sponda opposta del golfo. 400 m a sud c'è Severnyj, l'isola più settentrionale del gruppo delle Vstrečnye.
L'isola è di forma irregolare, sviluppata in direzione nord-sud, con una lunghezza massima di circa 6 km e una larghezza di 3,5 km. Al centro della costa settentrionale si apre una stretta baia, lunga 4,5 km.
A qualche centinaia di metri da capo Ostryj (мыс Острый, mys Ostryj), l'estremità settentrionale dell'isola, si trova un isolotto senza nome; un'altra piccola isola senza nome si trova 2,4 km a est.
Nella parte occidentale si trova il lago Glubokoe (озеро Глубокое, ozero Glubokoe), connesso al mare da un piccolo canale; ha una forma circolare e un diametro di circa 700 m.
I rilievi, nel sud-ovest, raggiungono un'altezza massima di 27 m s.l.m.; nei pressi si trova un punto di triangolazione geodetica.
Il territorio è completamente roccioso, tranne nella parte nord-occidentale. Una fascia di zone umide attraversa l'isola da nord a sud. Le coste sono piatte.

## Isole adiacenti
- Isole Vstrečnye (oстрова Встречные, ostrova Vstrečnye), a sud.
- Isola Nizkij (остров Низкий, ostrov Nizkij), a sud.
- Isola Ostryj (остров Острый, ostrov Ostryj), a sud.